# NGC 3888
NGC 3888 (również PGC 36789 lub UGC 6765) – galaktyka spiralna z poprzeczką (SBc), znajdująca się w gwiazdozbiorze Wielkiej Niedźwiedzicy. Odkrył ją William Herschel 14 kwietnia 1789 roku.
W galaktyce tej zaobserwowano supernową SN 2015Q.